# Universidad Estatal de Ereván
La Universidad Estatal de Ereván, en armenio, Երևանի Պետական Համալսարան ; es la principal universidad armenia situada en Ereván, en la calle Alec Manukyan. La universidad estatal es la que ofrece una mayor cantidad de cursos de diferentes especialidades y mantiene facultades en varios edificios repartidos en la capital armenia así como varias facultades en otras regiones de Armenia. Actualmente, la universidad ofrece cursos en armenio, ruso e inglés para extranjeros. 
La universidad fue fundada durante la existencia de la efímera República Democrática de Armenia, el 16 de mayo de 1919, se inauguró el 31 de enero de 1920 en Alexandropol (Gyumri), por entonces la ciudad más importante y poblada de la Armenia Oriental y se instaló en Ereván el otoño del año siguiente al ser declarada esta como capital de la joven república.

## Alumnado destacado
- Anna Ter Avetikyan - Arquitecta
- Ruzan Alaverdyan -  Arquitecta